# ماتياس غورديا
ماتياس غورديا (بالإسبانية: Matías Guardia)‏ هو لاعب كرة قدم أرجنتيني في مركز الوسط، ولد في 5 مارس 1991 في مندوزا في الأرجنتين. لعب مع يونيون لا كاليرا.

## وصلات خارجية
- ماتياس غورديا على موقع قاعدة بيانات كرة القدم.إي يو (الإنجليزية)
- ماتياس غورديا على موقع Soccerway.com (الإنجليزية)
- ماتياس غورديا على موقع عالم كرة القدم.نت (الإنجليزية)
- ماتياس غورديا على موقع AS.com (الإسبانية)